# Langspeelfilm

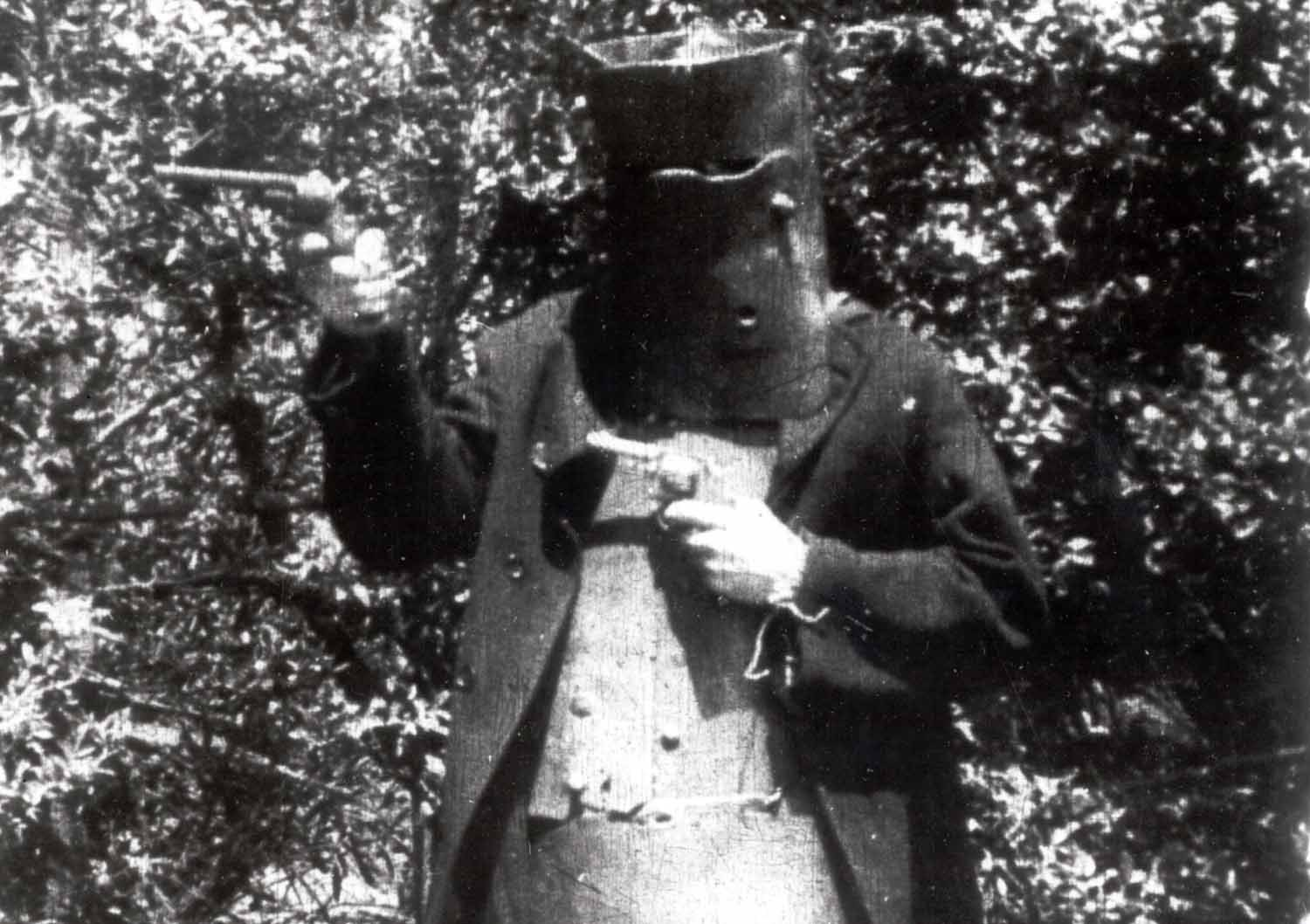
Het personage Ned Kelly in The Story of the Kelly Gang uit 1906.

Een  avondvullende film, langspeelfilm, of in het Engels feature film, is een film die ongeveer een uur duurt, of langer, in tegenstelling tot een korte film. Een avondvullende film duurt tegenwoordig gebruikelijk circa 90 minuten. 
Door de Academy of Motion Picture Arts and Sciences, het American Film Institute en het British Film Institute wordt een feature film gedefinieerd als een film die 40 minuten of langer duurt. Volgens het Screen Actors Guild duurt een feature film minstens 80 minuten. Een feature film is in eerste instantie bedoeld voor vertoning in de bioscoop. 
In Frankrijk duurt een long métrage 58 minuten en 29 seconden, wat in feite overeenkomt met een standaard 35 millimeterspoel van 1600 meter.
De Australische film The Story of the Kelly Gang uit 1906 wordt gezien als de eerste langspeelfilm ter wereld.